# Obuwik

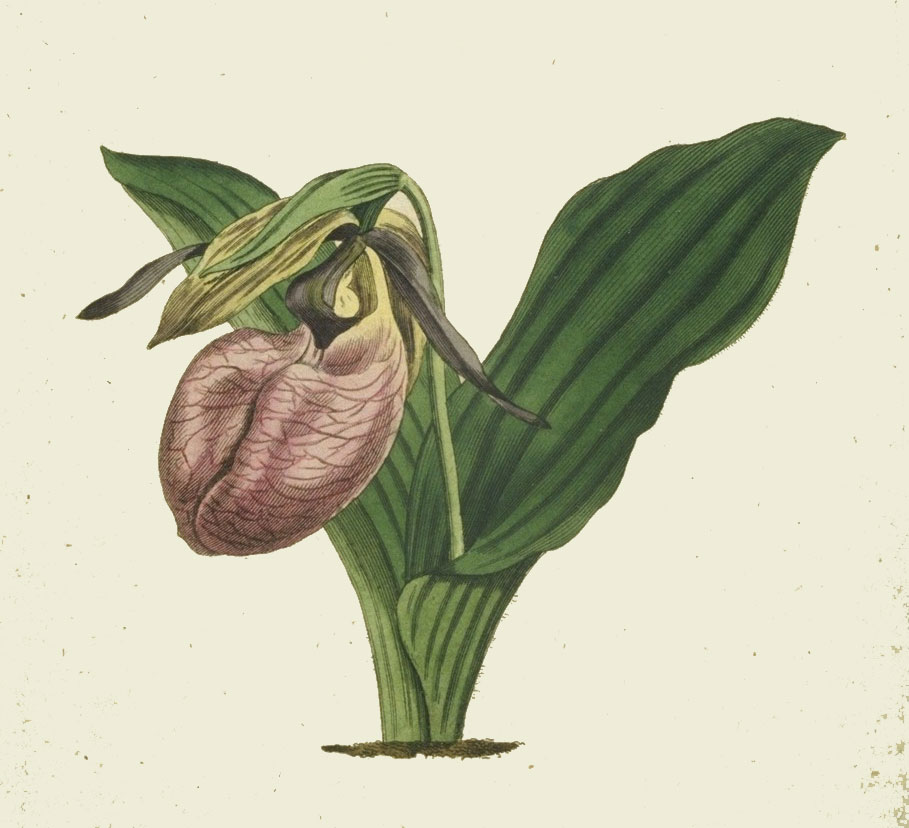
Cypripedium acaule

Obuwik, trzewiczek (Cypripedium L.) – rodzaj roślin z rodziny storczykowatych (Orchidaceae). Liczy ok. 50 gatunków roślin o dużych, efektownych kwiatach z warżką przypominającą pantofelek. Występują na półkuli północnej w Ameryce Północnej i Eurazji, największe zróżnicowanie osiągając w południowych Chinach i w południowej części Ameryki Północnej. W Polsce spotykany jest w naturze tylko jeden gatunek, zarazem będący gatunkiem typowym rodzaju – obuwik pospolity (Cypripedium calceolus). W Europie rosną poza tym jeszcze obuwik kropkowany (C. guttatum) i wielkopłatkowy (C. macranthon). Większość obuwików to gatunki leśne, ale są też gatunki siedlisk otwartych, nasłonecznionych, rosnące na łąkach i w tundrze.

## Morfologia
PokrójNaziemne rośliny zielne o rozgałęzieniach monopodialnych. Co roku z horyzontalnego kłącza wyrasta pęd nadziemny (prosty i mocny lub krótki i delikatny) zamierający po sezonie wegetacyjnym. Pęd nadziemny pokryty jest gęsto drobnymi, białymi włoskami.
LiścieSiedzące i skrętoległe lub naprzeciwległe (u niektórych gatunków spoza Europy). Bywają dwa, jednak częściej są liczne. Blaszka liściowa może mieć kształt jajowaty lub lancetowaty, rzadko wachlarzowaty. U nasady jest zbiegająca lub pochwiasta.
KwiatyPojedyncze lub skupione po 2–3 w kwiatostan, jedynie u gatunków z obszarów subtropikalnych kwiaty są liczniejsze (do 12). Kwiaty są zwykle okazałe ze względu na jaskrawe kolory i efektownie rozdętą warżkę. Płatki różnych okółków i w ich obrębie są zróżnicowane. Górny płatek okółka zewnętrznego jest na ogół szeroko- lub jajowatolancetowaty i rozpościera się nad warżką, podczas gdy boczne płatki są zrośnięte i znajdują się za nią. Boczne płatki okółka wewnętrznego są najczęściej wąskolancetowate, skręcone i rozpostarte. Rozdęta warżka ma krawędzie podwinięte do wnętrza i woskowane. U jej nasady znajdują się półprzejrzyste tzw. okienka. Prętosłup jest masywny, ale krótki, zwieńczony jest tarczowatym lub łódkowatym prątniczkiem pochylonym ku wejściu do warżki ponad znamieniem. Płodne są dwa pręciki powstające z okółka wewnętrznego. Znamię osadzone jest na cylindrycznej szyjce.
OwoceTorebka.

## Systematyka
Pozycja systematyczna według Angiosperm Phylogeny Website (aktualizowany system APG IV z 2016)
Jeden z pięciu rodzajów podrodziny obuwikowych (Cypripedioideae) stanowiącej grupę siostrzaną dla kladu obejmującego storczykowe (Orchidoideae) i epidendronowe (Epidendroideae) w obrębie storczykowatych (Orchidaceae), będących kladem bazalnym w rzędzie szparagowców (Asparagales) w obrębie jednoliściennych.
Pozycja w systemie Reveala (1994–1999)
Gromada okrytonasienne (Magnoliophyta Cronquist), podgromada Magnoliophytina Frohne & U. Jensen ex Reveal, klasa jednoliścienne (Liliopsida Brongn.), podklasa liliowe (Liliidae J.H. Schaffn.), nadrząd Lilianae Takht., rząd storczykowce (Orchidales Raf), podrząd Orchidineae Rchb., rodzina storczykowate (Orchidaceae Juss.), podrodzina Cypripedioideae Kostel., plemię Cypripedieae Lindl., podplemię  Cypripediinae (Lindl.) Meisn., rodzaj obuwik (Cypripedium L.).
Wykaz gatunków
- Cypripedium acaule Aiton
- Cypripedium arietinum R.Br.

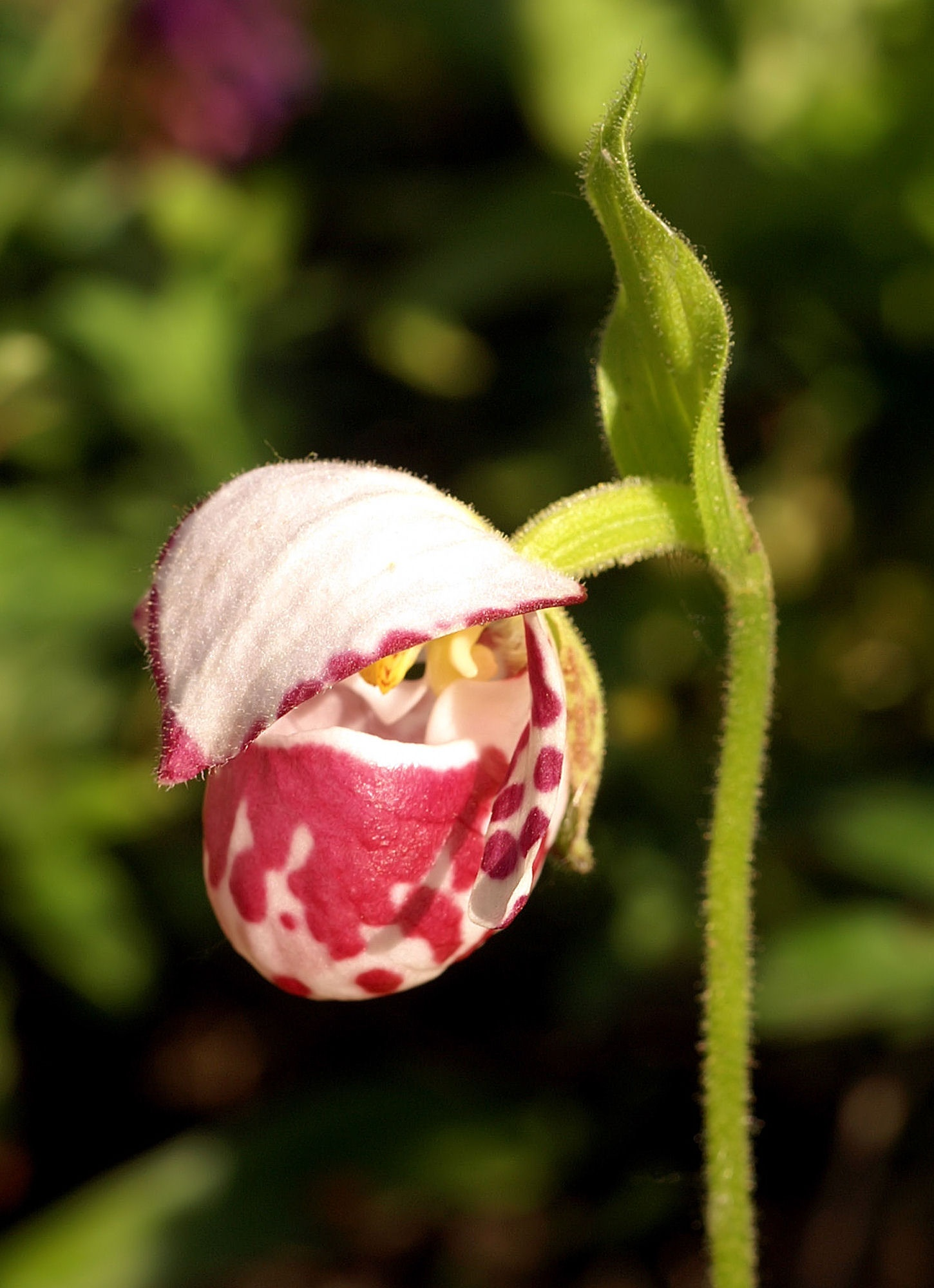
Obuwik kropkowany (C. guttatum)

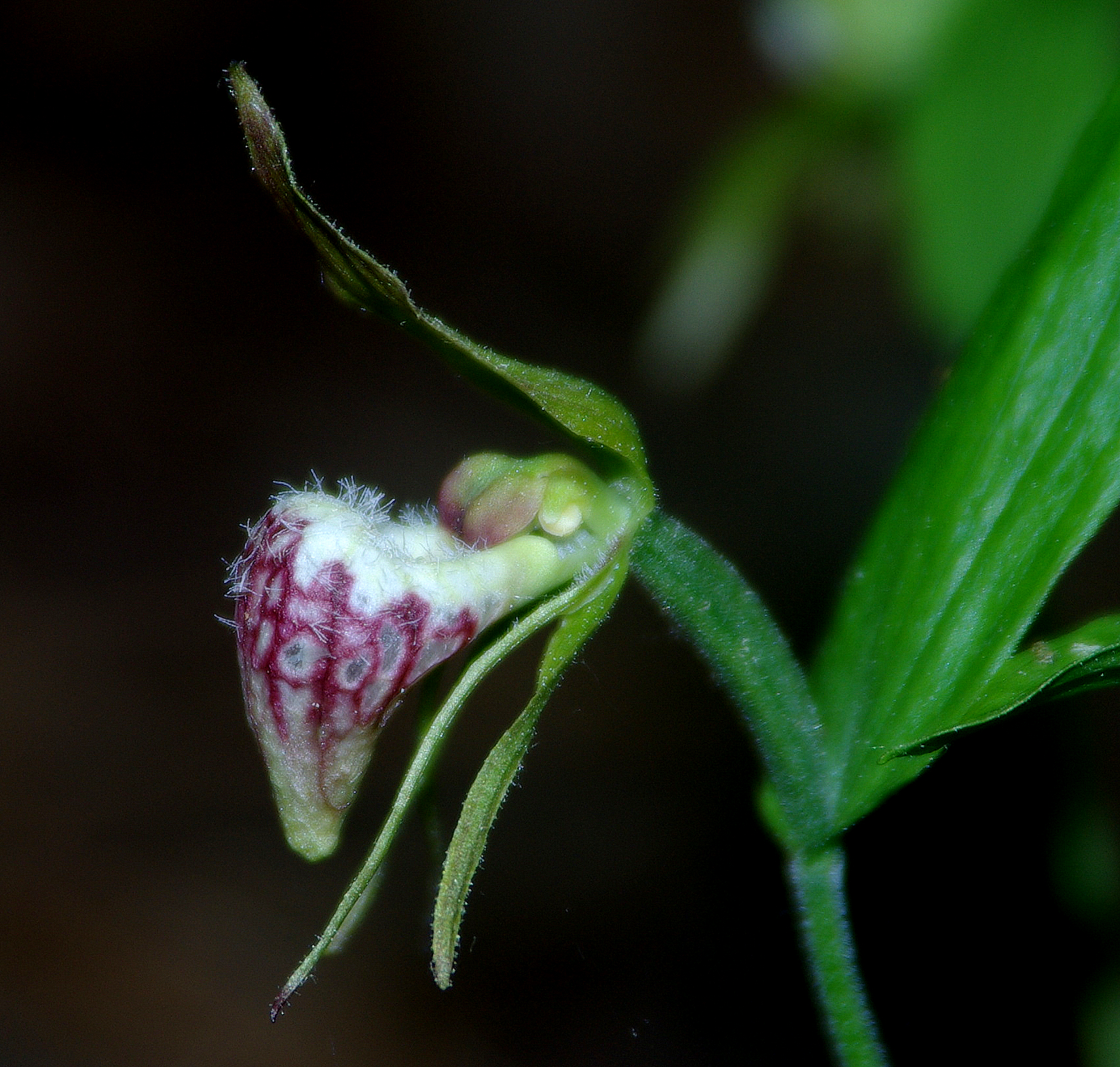
C. arietinum

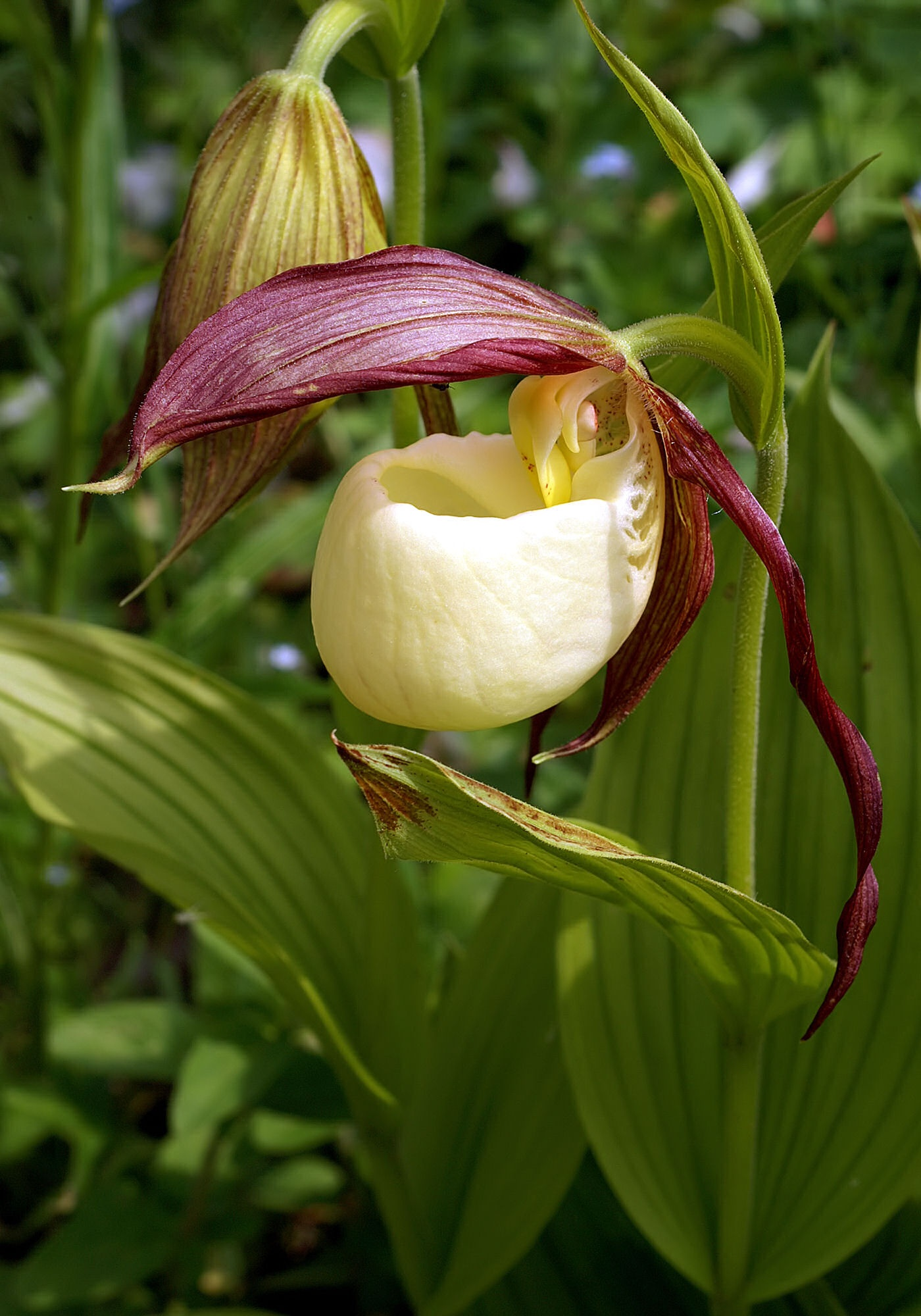
C. kentuckiense

- Cypripedium bardolphianum W.W.Sm. & Farrer
- Cypripedium calceolus L. – obuwik pospolity
- Cypripedium calcicola Schltr. – obuwik Smitha
- Cypripedium californicum A.Gray
- Cypripedium candidum Muhl. ex Willd.
- Cypripedium conzattianum R.González & Lizb.Hern.
- Cypripedium cordigerum D.Don – obuwik sercowaty
- Cypripedium debile Rchb.f.
- Cypripedium dickinsonianum Hágsater
- Cypripedium elegans Rchb.f.
- Cypripedium fargesii Franch.
- Cypripedium farreri W.W.Sm.
- Cypripedium fasciculatum Kellogg
- Cypripedium fasciolatum Franch.
- Cypripedium flavum P.F.Hunt & Summerh. – obuwik złocisty
- Cypripedium formosanum Hayata
- Cypripedium forrestii P.J.Cribb
- Cypripedium franchetii Rolfe – obuwik Francheta
- Cypripedium gomezianum R.González & Lizb.Hern.
- Cypripedium guttatum Sw. – obuwik kropkowany
- Cypripedium henryi Rolfe – obuwik Henry'ego
- Cypripedium himalaicum Rolfe
- Cypripedium irapeanum Lex.
- Cypripedium japonicum Thunb. – obuwik japoński
- Cypripedium kentuckiense C.F.Reed – obuwik kremowy
- Cypripedium lentiginosum P.J.Cribb & S.C.Chen
- Cypripedium lichiangense S.C.Chen & P.J.Cribb
- Cypripedium ludlowii P.J.Cribb
- Cypripedium luzmarianum R.González & R.Ramírez
- Cypripedium macranthos Sw. – obuwik wielkopłatkowy
- Cypripedium margaritaceum Franch.
- Cypripedium micranthum Franch.
- Cypripedium molle Lindl.
- Cypripedium montanum Douglas ex Lindl.
- Cypripedium palangshanense Tang & F.T.Wang
- Cypripedium parviflorum Salisb.
- Cypripedium passerinum Richardson
- Cypripedium plectrochilum Franch. – obuwik ostrogowy
- Cypripedium reginae Walter – obuwik królewski
- Cypripedium segawae Masam.
- Cypripedium shanxiense S.C.Chen
- Cypripedium sichuanense Perner
- Cypripedium subtropicum S.C.Chen & K.Y.Lang
- Cypripedium susanae R.González & Lizb.Hern.
- Cypripedium taibaiense G.H.Zhu & S.C.Chen
- Cypripedium taiwanalpinum Y.I Lee, P.C.Liao & T.P.Lin
- Cypripedium tibeticum King ex Rolfe – obuwik tybetański
- Cypripedium wardii Rolfe
- Cypripedium wumengense S.C.Chen
- Cypripedium yatabeanum Makino
- Cypripedium yunnanense Franch.

Wykaz hybryd"
- Cypripedium × alaskanum P.M.Br.
- Cypripedium × andrewsii A.M.Fuller
- Cypripedium × catherinae Aver.
- Cypripedium × columbianum Sheviak
- Cypripedium × fred-mulleri Szlach., Kolan. & Górniak
- Cypripedium × herae Ewacha & Sheviak
- Cypripedium × ventricosum Sw.
- Cypripedium × wenqingiae Perner

## Zagrożenie i ochrona

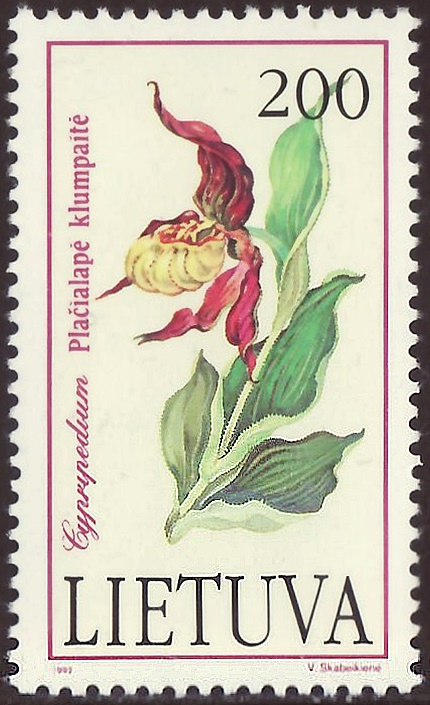
Litewski znaczek z obuwikiem

Ze względu na efektowne kwiaty rośliny z tego rodzaju zagrożone są pozyskaniem ze stanowisk naturalnych do uprawy. Dlatego obrót handlowy nimi został ograniczony; wszystkie gatunki wymienione zostały w załączniku II Konwencji CITES. Zaproponowano także, by cztery gatunki występujące w Himalajach: Cypripedium cordigerum, C. elegans, C. himalicum i C. tibeticum umieścić w załączniku I.

## Zastosowanie
Ze względu na atrakcyjne kwiaty obuwiki są poszukiwanymi roślinami ozdobnymi. W krajach o klimacie umiarkowanym mogą być uprawiane w doniczkach, w chłodnej szklarni lub nawet w gruncie (w Polsce dwa gatunki – obok obuwika pospolitego, pochodzący z Azji wschodniej Cypripedium macranthum). W ofercie handlowej spotykane są rzadko, zazwyczaj w postaci kłącza w spoczynku. Prawie wszystkie rośliny do uprawy pozyskiwane są z naturalnych stanowisk. Trwają prace nad rozmnażaniem obuwików z nasion w warunkach laboratoryjnych.

## Uprawa
Rośliny tego rodzaju są trudne w uprawie. Wymagają stanowisk wilgotnych i cienistych o określonych właściwościach podłoża (obuwik pospolity wymaga obecności węglanu wapnia, podczas gdy pozostałe gatunki rosną zwykle w podłożu kwaśnym). Rozmnaża się za pomocą kłączy, od których odejmuje się silnie rosnące boczne odgałęzienia i sadzi płytko jesienią. Rośliny wymagają obfitego podlewania z wyjątkiem pory kwitnienia i owocowania. Źle znoszą przesadzanie i rosną powoli.